# 台北追緝令
《台北追緝令》（英語：Weekend in Taipei）是一部2024年法國動作片，由黃嘉智執導並與盧·貝松共同編劇，路克·伊凡斯、桂綸鎂及姜成鎬主演。路克·伊凡斯在片中飾演美国缉毒局探員，來到台北緝捕販毒集團首腦關（Kwang），意外與15年前情人喬伊重新墜入愛河，展開一場與關的冒險飛車追逐戰。電影2023年2月起至台北市籌備，6月左右拍攝。
《台北追緝令》2024年9月25日在法國及台灣上映。

## 故事大綱
《台北追緝令》電影的故事圍繞著約翰·勞勒，一名忠誠的美国缉毒局探員。他與居住在台北頂級「車手」喬伊相戀，但由於局處上級指示逮捕喬伊的干擾，兩人被迫分開。15年後，當約翰·勞勒因任務再次來到台北時，兩人重新相遇，開著頂級超跑、越野車，捲入一連串冒險複雜的事件。

## 演員
- 路克·伊凡斯[7][8]飾演約翰·勞勒（John Lawlor），美国缉毒局（DEA）探員，因多年前臥底認識喬伊，並與喬伊交往過。
- 桂綸鎂[7][8]飾演喬伊（Joey）：台北頂級「車手」（Transporter），擅長開車，曾替黑道送貨，與關為夫妻。
- 姜成鎬[7][11]飾演關（Kwang）：韓裔跨國販毒集團首腦，在美國與台北多地有據點，目前居住在台北。
- 楊明偉（Wyatt Yang）飾演雷蒙（Raymond），喬伊的兒子[12]。
- 庹宗華飾演台灣警探[13]
- 陸弈靜飾演喬伊的祖母[13]
- 李沛旭飾演Bolo，販品集團高級成員，關的左右手[13]

客串演員包括謝怡芬飾演在女生洗手間祝賀喬伊懷孕的人，以及林予晞、吳志慶、吳岳擎、林道禹、比莉、王滿嬌、廖錦德和陶傳正。比莉飾演在飯店的顧客之一，Bolo等人在飯店尋找帳本時開錯門遇見的人；錢薇真飾演記者。

## 製作

### 發展
2013年，導演盧貝松與製片人維吉妮亞·席拉在台灣拍攝了法國科幻電影《露西》。當時，這對搭檔對台北的城市景觀印象深刻，並表示未來希望再次回到台北拍攝其他項目。
到2022年，台裔美籍導演黃嘉智構思了一部關於一名女性傭兵司機的電影，故事設定在亞洲，並邀請盧貝松協助開發這個項目。最初，這部電影的設定是在香港，但由於資金變動，香港的拍攝計劃無法實現。隨後，盧貝松建議黃嘉智將故事場景改為台北。
2023年2月，黃導演與貝松夫婦及導演奥利维尔·米加顿前往台北進行場地勘景。他們與台北市市長蔣萬安會面，市長表示該電影將獲得台北市政府的支持，並由台北市電影委員會協助拍攝工作。勘景過程持續了14天，之後黃導演同意將台北作為電影背景，並對劇本進行了相應修改。
這部電影最初命名為《週末逃亡計劃》（Weekend Escape Project），並於2024年6月正式宣布由歐羅巴影業製作。主演陣容包括《玩命關頭6》盧克·伊雲斯和桂綸鎂。這也是歐羅巴影業在經歷財務重組及四年休整後的首部製作作品。黃導演最終也接下了劇本編寫的工作，與盧貝松共同撰寫了劇本。
2024年8月，韓裔美籍《玩命關頭系列》演員姜成鎬加入演出陣容。北美地區的發行權則於2024年3月被番茄醬娛樂購得。8月，電影的官方預告片發布，並揭露李沛旭將加入演出陣容。9月，庹宗康和陸弈靜也宣布參與演出。

### 拍攝

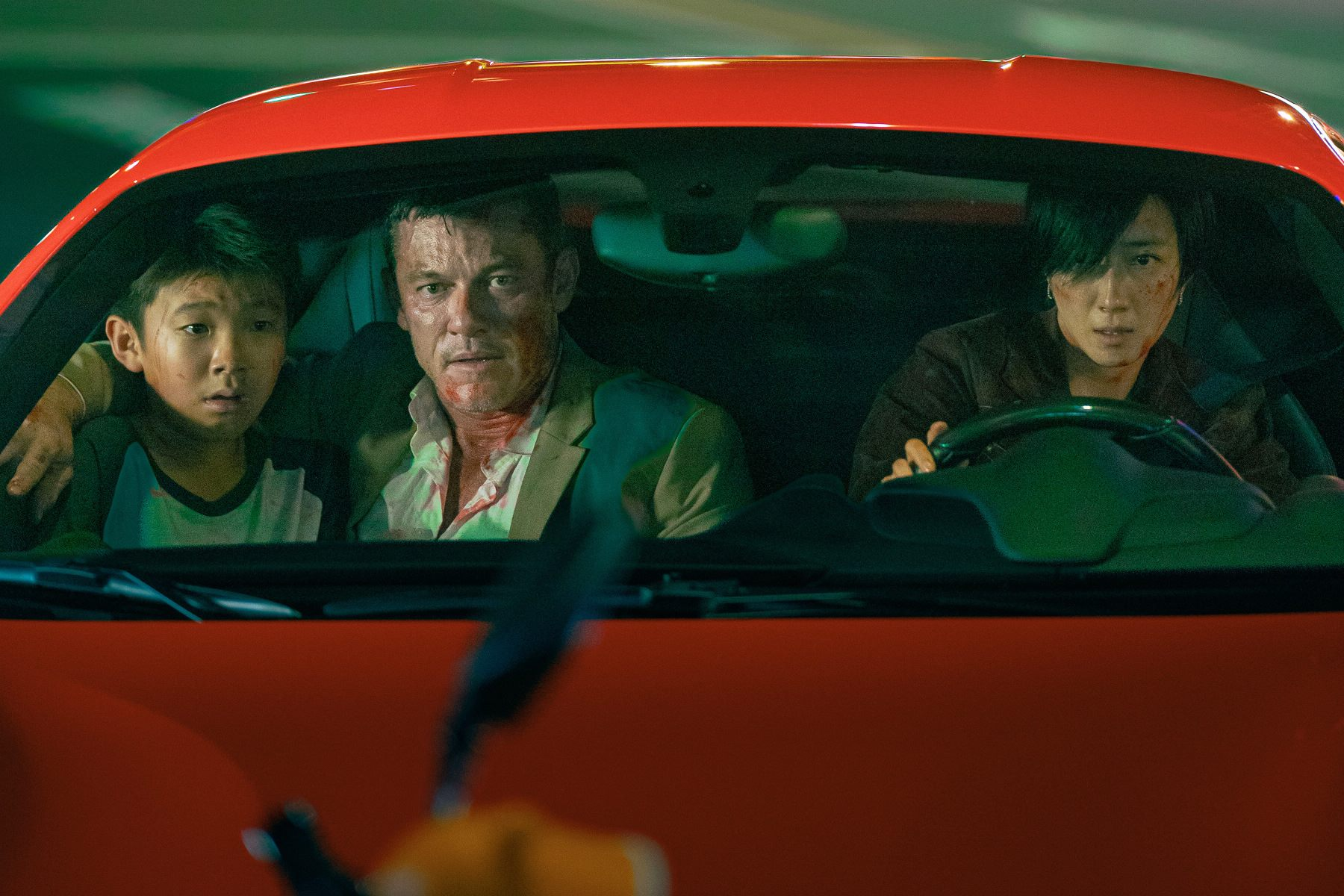
劇中一家三口相認認後搭乘超跑躲避警方追緝

主要拍攝工作於2023年7月3日在台北正式展開，預計整個拍攝期為三個月。盧克·伊雲斯在6月便提前抵達台灣，為拍攝進行準備。整個拍攝團隊幾乎全部由台灣的電影製作人組成。
在台北的外景拍攝涵蓋了多個著名地點，包括信義區的臺北大巨蛋、台北101、臺北市政府、陶朱隱園豪宅；松山區的臺北小巨蛋；南港區的臺北流行音樂中心；士林區的臺北表演藝術中心、社子大橋、關渡自然公園；西門町美國街、中山堂、獅子林大樓、位於萬華區的洛陽停車場等。
7月15日，吳彥祖與謝怡芬被目擊與劇組在台北內湖區進行拍攝。7月25日，劇組轉至基隆市，於大武崙海灘附近拍攝了一場飛車追逐戲，並在澳底漁港取景。8月11日，劇組在中山區的大直維多利亞酒店進行拍攝。8月22日，劇組轉移至西門町美國街拍攝，盧貝松與姜成鎬也現身片場。
此外，拍攝過程中還在大同區與大安區進行取景，整部電影總共申請了12次道路封閉，包括為了拍攝一場車禍戲而封閉自強隧道，成為台灣影史上申請道路封閉次數最多的電影。大部分的室內場景則在台北萬豪酒店拍攝，這裡不僅是外籍演員和工作人員的住宿地點，還用作電影中的商業大樓，以及角色的住所與辦公室場景。電影最終於8月29日順利殺青。

## 發行
《台北追緝令》2024年9月1日在台北信義威秀影城進行全球首映，2024年9月25日在法國及台灣上映。在北美的發行權由番茄醬娛樂取得；原定2024年11月1日上映，後改至11月8日。

## 迴響

### 評價
爛番茄根據22條評論，本片獲得55%的新鮮度，平均得分5.8／10，觀眾的好評度為65%，平均得分3.6／5。

### 票房
| 上一届： 《我的英雄學院：YOU'RE NEXT》 | 2024年台北週末票房冠軍 第39週 | 下一届： 《小丑：雙重瘋狂》 |

## 外部連結
- 互联网电影数据库（IMDb）上《台北追緝令》的资料（英文）
- Box Office Mojo上《台北追緝令》的资料（英文）
- Metacritic上《台北追緝令》的資料（英文）
- 爛番茄上《台北追緝令》的資料（英文）
- 開眼電影網上《台北追緝令》的資料（繁體中文）
- 豆瓣电影上《台北追緝令》的資料 （简体中文）